# Rumlaborg

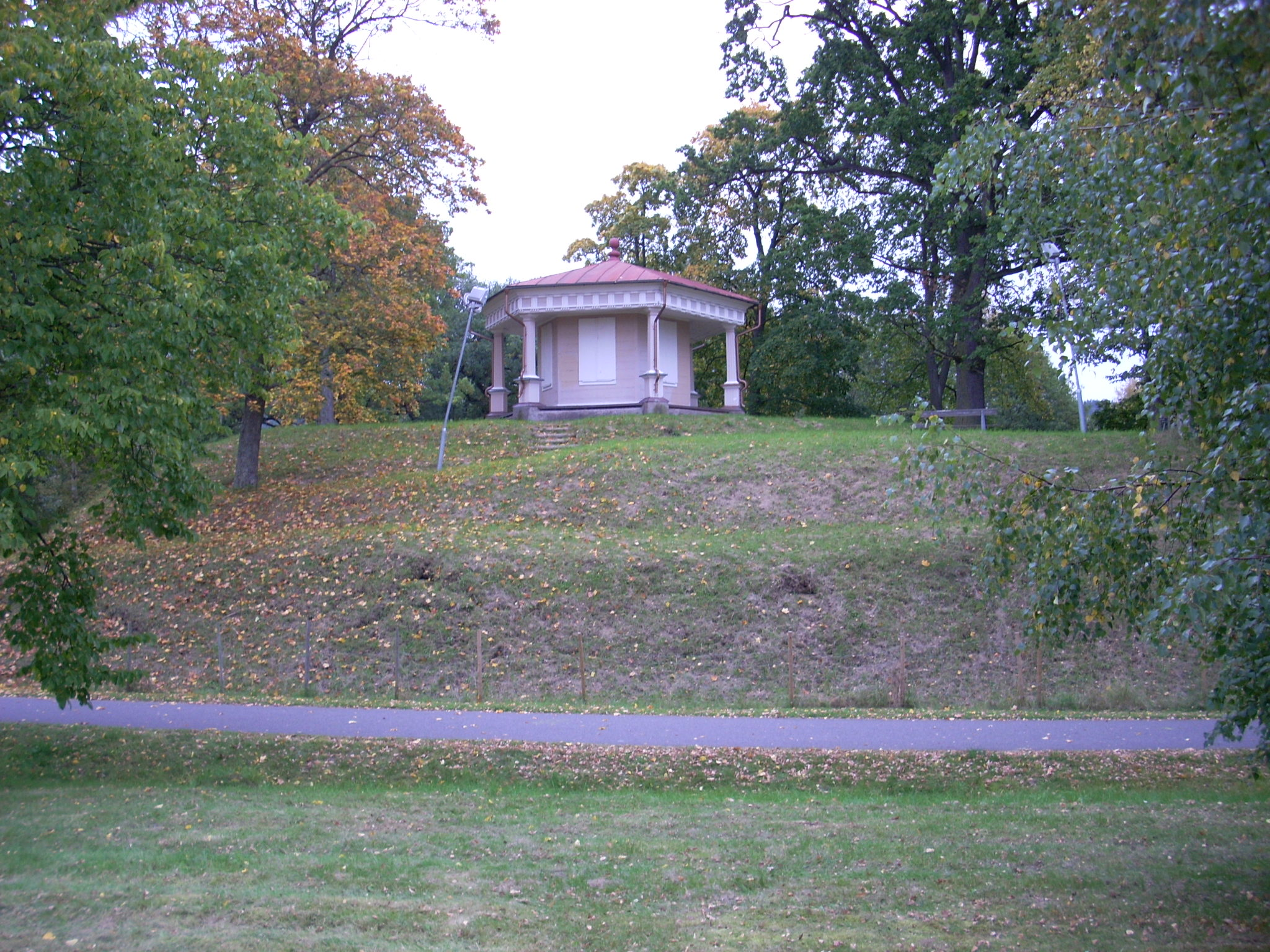
Mörkska lusthuset på Rumlaborg från 1850-talet

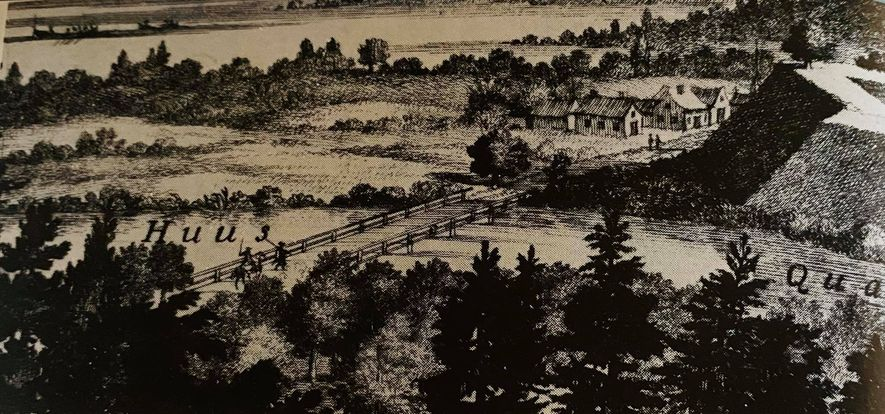
Detalj över Kavlabron ur Suecia antiqua et hodierna

Rumlaborg var en borg i Huskvarna i Hakarps socken i nuvarande Jönköpings kommun som fram till mitten av 1500-talet gav namn åt dåvarande Rumlaborgs län. 

## Beskrivning
Rumlaborg är beläget i Huskvarna nära västra avfarten från motorväg E4. Strax väster om Rumlaborg rinner Huskvarnaån, som tidigare hette Humlarumlaån och Huusån. Kvar av den forntida borgen finns en kärna, bestående av en oregelbunden kulle, två skansvallar och tre vallgravar. I Huskvarna stadsmuseum, inrymt i det gamla Kruthuset vid Vätterstranden, finns samlingar från de utgrävningar som gjorts vid borgen.

## Historik
Rumlaborg, som från början hette Humlaborg, har fått sitt namn efter biskopsgården Humblarum, som anlades under 1200- eller tidigt 1300-tal. År 1366 lät Albrekt av Mecklenburg uppföra ett befäst hus på platsen. Det fungerade som ett skydd för Västra Holavedsvägen och Östra Holavedsvägen, bägge mot Östergötland och mot de danska trupper som tidvis drog upp genom landet. Till befästningar hörde de två skansarna Varpa skans nedanför Brunstorps gård och Garpa skans vid Huskvarnaån i söder.
Vid Engelbrekt Engelbrektssons uppror 1434 försvarades Rumlaborg av Erik av Pommerns riddare Otto Snaps. Borgen brändes ner av upprorsmännen och återuppbyggdes först 1448 av Karl Knutsson (Bonde). 1452 belägrades borgen av danskarna och kommendanten Eggert Krummedige valde då att ställa sig på danskarnas sida, men borgen intogs därefter av Eric Nipertz. 1464 belägrades borgen på nytt i samband med Karl Knutssons förnyade maktövertagande. Den intogs av Kettil Karlsson (Vasa) som såg till att hans bror Erik Karlsson (Vasa) blev hövitsman. 
Under Sten Sture den äldres tid förstördes borgen och fick därefter förfalla. Gustav Vasa kom vid sitt makttillträde i stället att satsa på befästandet av Jönköpingshus.
På 1850-talet utjämnades området och gjordes om av H.C. Mörk till en engelsk park, i vilken ett lusthus byggdes. Först på 1930-talet restaurerades ruinen varvid arkeologiska undersökningen företogs av Georg Sahlström och Huskvarna hembygdsförening under Riksantikvarieämbetets insyn.
Vid Rumlaborg gick vägen över Huskvarnaån på en bro av tvärställda stockar, kallad Kavlabron. 
Till Rumlaborgs befästningsanläggning hörde de två skansarna Varpa skans i norrvid Brunstorp och Garpa skans i söder vid Huskvarnaån.